# Stdarg.h
stdarg.h é um cabeçalho da biblioteca padrão do C da  linguagem de programação C que permite que funções utilizem um número indefinido de argumentos. Ela provê facilidades de navegação entre uma lista de argumentos sem que a quantidade e o tipo de argumentos seja conhecido. A linguagem C++ implementa tal funcionalidade no cabeçalho cstdarg; Apesar de permitido, o cabeçalho C é obsoleto no C++[carece de fontes?].

## Declarando funções variádicas
Funções variádicas são funções que podem receber um número variável de argumentos, sinalizadas através de reticências no lugar do último parâmetro. Um exemplo é a função printf. Uma declaração típica:
```
int
 
check
(
int
 
a
,
 
double
 
b
,
 
...);

```

As funções variádicas precisam possuir ao menos um parâmetro nomeado portanto,
```
char
 
*
wrong
(...);

```

não é permitido no C.(Em C++ tal declaração é permitida, mesmo não sendo muito útil.) Em C, uma vírgula precisa preceder as reticências; no C++, é opcional.

## Definindo funções variádicas
A mesma sintaxe é utilizada durante a definição:
```
long
 
func
(
char
,
 
double
,
 
int
,
 
...);

long
 
func
(
char
 
a
,
 
double
 
b
,
 
int
 
c
,
 
...)

{

    
/* ... */

}

```

As reticências podem aparecer em definições ao estilo antigo::
```
long
 
func
();

long
 
func
(
a
,
 
b
,
 
c
,
 
...)

    
char
 
a
;

    
double
 
b
;

{

    
/* ... */

}

```

## Tiposstdarg.h
| Nome    | Descrição                      | Compatibilidade |
| ------- | ------------------------------ | --------------- |
| va_list | tipo de iteração de argumentos | C89             |

## Macrosstdarg.h
| Nome     | Descrição                                 | Compatibilidade |
| -------- | ----------------------------------------- | --------------- |
| va_start | Comece a iteração com um va_list          | C89             |
| va_arg   | Recupere um argumento                     | C89             |
| va_end   | Limpe um va_list                          | C89             |
| va_copy  | Copie o conteúdo de um va_list para outro | C99             |